# Hydroperla rickeri
Hydroperla rickeri är en bäcksländeart som först beskrevs av Bill P.Stark 1984.  Hydroperla rickeri ingår i släktet Hydroperla och familjen rovbäcksländor. Inga underarter finns listade i Catalogue of Life.